# Liste der denkmalgeschützten Objekte in Fornach
Die Liste der denkmalgeschützten Objekte in Fornach enthält das einzige denkmalgeschützte, unbewegliche Objekt der Gemeinde Fornach.

## Denkmäler
| Foto |                 | Denkmal                                                        | Standort                        | Beschreibung | Metadaten |
| ---- | --------------- | -------------------------------------------------------------- | ------------------------------- | --- | --- |
| ja   | Datei hochladen | Kath. Pfarrkirche hl. Leopold HERIS-ID: 75264 Objekt-ID: 88743 | Fornach 25 Standort KG: Fornach | Einschiffige Saalkirche, die 1787 erbaut wurde. Das Altarbild und die Kanzel stammen aus dem Ende des 18. Jahrhunderts. | BDA-Hist.: Q25201565 Status: § 2a Stand der BDA-Liste: 2025-06-30 Name: Kath. Pfarrkirche hl. Leopold GstNr.: 1 |